# Татаровские высоты
Татаровские высоты — холмистая возвышенность, расположенная в западной части Москвы, на правом берегу Москвы-реки. Наибольшая высота достигает 183 м (Крылатское); средняя высота над уровнем реки 60—70 м. Татаровские высоты являются северо-западной окраиной Теплостанской возвышенности, и занимает территорию между реками Москвы и Сетунь. На склонах, образованных долиной реки Фильки, есть большие овраги, местами на них растёт сосна; видны оползни. Сбереглись участки хвойно-широколиственных лесов; в Фили-Кунцевском лесопарке есть старовозрастные липняки, ивняки и пр. До 1880 года на Татаровских высотах шла добыча песчаника, использовавшегося для облицовки тротуаров и набережных Москвы. У подножья Татаровских высот можно встретить обнажения юрских глин; в районе села Троице-Лыково в 1940-х годах был обнаружен полный скелет мамонта. На Татаровских высотах часто проводятся образовательные экскурсии. Через Татаровские высоты проходит олимпийская велосипедная трасса. В окрестностях Татаровских высот находятся Татарово, Троице-Лыково, Крылатское (Крылатские холмы) и т. д.